# بروق ظلي
البروَق الظلي (باللاتينية: Asphodelus serotinus) نوع نباتي يتبع جنس البروَق من الفصيلة البروَقية.

## الموئل والانتشار
ينتشر في البرتغال وإسبانيا.

## مرادفات غير مقبولة للاسم العلمي
- (باللاتينية: Asphodelus apiocarpus Hoffmanns. ex Kunth, des. inval.)
- (باللاتينية: Asphodelus pratensis Pourr. ex Willk. & Lange, des. inval.)